# All Shall Perish
All Shall Perish — американская музыкальная группа из Окленда, Калифорния. Многими отмечается как один из пионеров жанра дэткор.

## История
Была сформирована в 2002 году пятью участниками: Крэйг Бетит (вокал), Бенико Орум (гитара), Майк Тайнер (бас), Кайзен Руссо (гитара и вокал), Мэтт Кайкендалл (ударные).
19 апреля 2003 года выходит дебютный альбом Hate, Malice, Revenge. Через некоторое время с вокалистом Эрнаном "Эдди" Эрмидой (Gunmetal Grey) и гитаристом Крисом Стори, All Shall Perish приступают к работе над новым альбомом — The Price of Existence. В США альбом вышел 8 августа 2006 года, в Европе 28 июля.
Третий студийный альбом, получивший название Awaken the Dreamers, был издан 16 сентября 2008 на лейбле Nuclear Blast. Он дебютировал на
126-й позиции Billboard #200 и на первом месте Heatseekers с 5000 копий, проданных за первую неделю.
Четвёртый полноформатный альбом This Is Where It Ends был выпущен 26 июля 2011 года в Северной Америке и 29 июля в Европе на лейбле Nuclear Blast.
В октябре 2013 года стало известно, что вокалист Эдди Эрмида займёт место Митча Лакера в группе Suicide Silence. Изначально, Эрмида планировал играть в обеих группах одновременно, однако позже выяснилось, что его контракт с Suicide Silence не позволял ему давать живые выступления до его первого тура в качестве официального участника группы, что стало причиной отмены уже запланированных выступлений All Shall Perish. По этой причине Эрмида был вынужден покинуть группу.
21 октября 2015 года группа объявила о воссоединении в почти оригинальном составе: Эрнан Эрмида (вокал), Бен Орум (гитара), Крис Стори (гитара), Кейсен Руссо (бас), Мэтт Кайкендалл (ударные), а также Крейг Бетит («дополнительный вокал»). Этому событию предшествовала судебная тяжба между Мэттом Кайкендаллом и Майком Тайнером за право на пользование торговой маркой All Shall Perish, завершившаяся в пользу первого. После завершения судебных разбирательств Тайнер получил личное приглашение от Кайкендалла присоединиться к группе, но его отклонил. Группа планировала записать и издать пятый студийный альбом в 2016 году.
21 апреля 2020 года вокалист Эрнан Эрмида сообщил, что воссоединения не случилось: «Я правда пытался, но нужно чтобы этого хотела вся группа».
31 января 2024 года было объявлено об участии группы на фестивале Big Texas Metal Fest в Остине в мае того же года.

## Влияния и тематика песен
Многие участники группы находятся под влиянием европейского метала, особенно шведского мелодик-дэт-метала. Один из основателей группы, Мэтт Кайкендалл среди наиболее повлиявших на него коллективов такие группы как Opeth, Cannibal Corpse, At the Gates, Dying Fetus, Irate, Blood Has Been Shed, Hatebreed, The Beatles, Journey, Michael Jackson, Rush, The Police.
Основными темами песен являются тоталитаризм, фашизм, и обличение религиозных институтов. Песня «Black Gold Reign» посвящена нефтепромысловой экономике. Большинство песен посвящено политике. Помимо этого, в репертуаре группы имеются композиции и на личные темы, например «In This Life of Pain» с альбома This Is Where It Ends, и "Deconstruction, " с альбома Hate, Malice, Revenge.

## Состав группы
| Текущий состав - Бен Орум — гитара (2002–2012, 2015–2020, 2024) - Мэтт Кайкендалл- ударные (2002–2010, 2015–2020, 2024) - Крейг Бетит — вокал (2002–2003, 2015–2020, 2024) - Эрнан Эрмида- вокал(2003–2013, 2015–2020, 2024) - Крис Стори — гитара (2003–2009, 2015–2020, 2024) | Бывшие участники - Кэйсен Рассо — бас-гитара (2015–2020), гитара (2002–2003) - Майк Тайнер — бас-гитара (2002–2015) - Джейсон Ричардсон — гитара (2009–2010) - Франческо Артусато — гитара (2010–2015) - Адам Пирс — ударные (2010–2015) - Роб Мармонт — гитара (2012–2015) | Сессионные участники - Люк Джагер — гитара (Sleep Terror) - Брэй Алмини — бас-гитара (Suffokate) - Иэн Уэбб — гитара - Джои Эллис — гитара - Джереми Коэн — бас-гитара |

Временная шкала

## Дискография
- Hate, Malice, Revenge (2003)[12]
- The Price of Existence (2006)
- Awaken the Dreamers (2008)
- This Is Where It Ends (2011)